# Sindangmekar (Wanaraja)
Sindangmekar is een bestuurslaag in het regentschap Garut van de provincie West-Java, Indonesië. Sindangmekar telt 5144 inwoners (volkstelling 2010).